# Pseudactinoposthia parva
Pseudactinoposthia parva är en plattmaskart som beskrevs av Ehlers och Doerjes 1979. Pseudactinoposthia parva ingår i släktet Pseudactinoposthia och familjen Actinoposthiidae. Inga underarter finns listade i Catalogue of Life.